# 郑集镇 (天长市)
郑集镇，是中华人民共和国安徽省滁州市天长市下辖的一个乡镇级行政单位。

## 行政区划
郑集镇下辖以下地区：
向阳社区、鲍桥村、老山村、长安村、施庄村、船塘村和川桥村。